# Nikolaj Ivanovič Krylov
Nikolaj Ivanovič Krylov (rusky Крылов Николай Иванович ; 16. dubnajul./ 29. dubna 1903greg. Goljajevka, Penzenská oblast – 9. února 1972 Moskva) byl sovětský maršál ruské národnosti, velitel armád za druhé světové války, po válce velel několika vojenským okruhům a od roku 1963 stál v čele strategických raketových sil Sovětské armády.

## Život
Nikolaj Ivanovič Krylov v šestnácti letech dobrovolně vstoupil do Rudé armády, bojoval v občanské válce na Ukrajině, Zakavkazsku a Dálném východě.
Mezi válkami sloužil v opevněných prostorech, naposled na Dunaji.
Ve Vlastenecké válce vynikl při obraně Oděsy a Sevastopolu. V lednu 1942 byl u Sevastopolu těžce raněn, odmítl evakuaci a v dubnu se vrátil do služby. Po pádu města byl přeložen jako náčelník štábu k 62. armádě před Stalingradem. Od jara 1943 velel armádě, zprvu 21., později 5. Podílel se na osvobození Běloruska a dobytí východního Pruska. Válku 5.armáda zakončila v srpnu 1945 v Mandžusku.
Po válce zůstal na Dálném východě jako zástupce velitele okruhu. Poté několika okruhům velel. V roce 1962 byl jmenován Hlavním velitelem Raketových vojsk strategického určení a náměstkem ministra obrany.
Pod jeho vedením proběhla výrazná modernizace a zmohutnění raketových vojsk - počet raketových systémů vzrostl ze 180 na 1500. Ve funkci zůstal až do smrti.
Zemřel 9. února 1972, pochován je u Kremelské zdi na Rudém náměstí v Moskvě.

## Vzdělání
- 1919 - září 1920 - Pěchotní-kulometné kurzy rudých velitelů
- červen 1927 - 1928 — Kurzy zdokonalování velitelského sboru RKKA "Výstřel"

## Vojenská kariéra
- Od 20. února 1919 v Rudé armádě
- září 1920 - červen 1922 - velitel čety, roty, praporu
- červen 1922 - červen 1927 - pomocník, náčelník štábu pluku
- 1928 - listopad 1936 - ve štábních funkcích opevněného prostoru na Dálném východě
- listopad 1936 - léto 1940 - náčelník štábu opevněného prostoru v Podněstří
- léto 1940 - červenec 1941 - náčelník štábu Dunajského opevněného prostoru
- červenec - srpen 1941 - náčelník operačního oddělení štábu 9., pak Přímořské armády
- 21. srpna 1941 - 9. června 1942 - náčelník štábu Přímořské armády
- 6. července 1942 - květen 1943 - náčelník štábu 62. (od dubna 1943 8. gardové) armády
- květen - 12. července 1943 - velitel 3. záložní armády
- 12. července - 24. října 1943 - velitel 21. armády
- 24. října 1943 - říjen 1944 - velitel 5. armády
- prosinec 1944 - listopad 1945 - velitel 5. armády
- listopad 1945 - leden 1947 - zástupce velitele Přímořského vojenského okruhu
- leden 1947 - duben 1953 - velitel Dálnovýchodního vojenského okruhu
- duben - září 1953 - velitel armády
- září 1953 - leden 1956 - 1. zástupce velitele Dálnovýchodního vojenského okruhu
- leden 1956 - listopad 1957 - velitel Uralského vojenského okruhu
- listopad 1957 - říjen 1960 - velitel Leningradského vojenského okruhu
- říjen 1960 - březen 1963 - velitel Moskevského vojenského okruhu
- 5. března 1963 - 9. února 1972 - Hlavní velitel Raketových vojsk strategického určení a náměstek ministra obrany

## Hodnosti
- 17. února 1938 - plukovník
- 27. prosince 1941 - generálmajor
- 9. září 1943 - generálporučík
- 15. července - generálplukovník
- 18. září 1953 - armádní generál
- 29. dubna 1962 - maršál Sovětského svazu

## Řády a vyznamenání
- 4x Řád rudého praporu (10. února 1942, 4. února 1943, 3. listopadu 1944, 20. června 1949)
- 4x Leninův řád (8. října 1942, 21. února 1945, 19. dubna 1945, 28. března 1963)
- Řád Kutuzova I. stupně (28. září 1943)
- Řád Suvorova I. stupně (4. července 1944)
- 2x Hrdina Sovětského svazu (19. dubna 1945, 8. září 1945)
- Řád říjnové revoluce (22. února 1968)
- Čestná zbraň se zlatým zobrazením státního znaku SSSR (22. února 1968)
- 12 medailí, 8 zahraničních řádů a medailí

## Politická činnost
- Od 1927 člen VKS(b)
- říjen 1961 - 9. února 1972 - člen ÚV KSSS

- 1946 - 9. února 1972 - poslanec Nejvyššího sovětu

## Dílo
- Не померкнет никогда. Literární redakce N.N.Lanin. 2. vyd. Moskva: Воениздат, 1984. 558 s. Dostupné online. 1. vydání 1969.
- N.I.Krylov; N.I.Aleksejev; I.G.Dragan. Навстречу победе. Moskva: Наука, 1970. 464 s.
- Огненный бастион. Moskva: Воениздат, 1973. 416 s.
- Сталинградский рубеж. Literární redakce N.N.Lanin. Moskva: Воениздат, 1979. 380 s. Dostupné online.